# Real American
Real American ist ein von Rick Derringer geschriebener und produzierter Rocksong, der vor allem als Auftrittsmusik von Hulk Hogan in seiner Karriere als Wrestler bei der WWF bekannt wurde. Er wurde später ersetzt durch American Made, das Hogan ab 1994 bei World Championship Wrestling  (WCW) verwendete.

## Hintergrund
Derringer schrieb den Song zusammen mit Bernard Kenny zunächst als patriotische Hymne, ohne Intention, dass es als Wrestling-Auftrittsmusik gedacht war. Der Song entstand innerhalb weniger Stunden. Als er fertig war, waren die beiden Songwriter nach eigenen Aussagen „zu Tränen gerührt“. Die erste Aufnahme entstand mit Bernard Kenny am Gesang, der für sein Songwriting jedoch nie einen Credit erhielt.
Im Rahmen der Rock n Wrestling Connection, die WWF insbesondere mit Lou Albano und Cyndi Lauper ab 1983 etablierte, stieß David Wolff, der damalige Freund von Lauper, auf den Song und ließ ihn Teil von The Wrestling Album (1995) werden. Es ist der einzige Song auf dem Album, an dem kein Wrestler beteiligt war. Kenny sang die Vocals, Derringer selbst spielte Gitarre und Jimmy Balower übernahm das Schlagzeug.
Ursprünglich sollte der Song dann die Auftrittsmusik vom Tag Team U.S. Express, bestehend aus Mike Rotunda und Barry Windham werden, die ein paar Mal mit dem Song auftraten, jedoch sich auflösten, nachdem Windham die WWF verließ. So kam Hulk Hogan zu dem Song, mit dem er zeit seines Lebens assoziiert wird. Hogan nutzte den Song jedoch ausschließlich in der WWF. In der WCW verwendete er stattdessen American Made von seinem 1994er Album Hulk Rules.

## Musikvideo
Im Musikvideo zum Song, der nie offiziell als Single erschien, sieht man Hulk Hogan, wie er eine Fender Stratocaster mit Stars & Stripes spielt. Darauf spielt er den originalen Bass-Part des Songs, da Hogan ursprünglich ein Bassist war.

## Musikstil und Text
Der Songtext ist sehr patriotisch gehalten und eigentlich reine Propaganda für die Vereinigten Staaten. Er ist deutlich vom Kalten Krieg geprägt und passte so perfekt zur pro-Amerikanischen Botschaft von Hogan, der unter anderem gegen den Iron Sheik, Nikolai Volkoff oder den vom US-amerikanischen Glauben abgefallenen Sgt. Slaughter kämpfte.
Der Refrain des Songs lautet:
| Liedtext | Übersetzung |
| --- | --- |
| I am a real American. Fight for the rights of every man. I am a real American. fight for what's right, fight for your life! | Ich bin ein echter Amerikaner Kämpfe für das Recht aller Menschen Ich bin ein echter Amerikaner Kämpfe für das, was richtig ist, kämpfe für eure Leben. |

Sean Neumann von Vice und Rolling Stone, bezeichnete ihn 2020 als „one of the cheesiest songs you’ll ever hear“ (etwa: „einer der käsigsten Songs aller Zeiten“). Man kann den Song unmöglich außerhalb seines zeitlichen Kontexts betrachten. Für die damalige Wrestlingzeit war er nach Ansicht von Neumann perfekt. Musikalisch war er stark im Geist der damaligen Zeit, ähnlich wie beispielsweise die Soundtrack-Hymnen von Top Gun oder Rocky, geprägt. Etwas härtere Rockmusik, die sehr sauber produziert war und kaum Ecken und Kanten hatte.

## Weitere Verwendung
Weitere Wrestler, die den Song verwendeten, waren unter anderem Paul Orndorff in einer Fehde mit Hulk Hogan, um diesen zu ärgern, Pat Patterson und Jerry Brisco als Old-School-Tag-Team während der Attitude Era, ebenfalls um Hogan, der zu jener Zeit in der WCW war zu verspotten, sowie Curtis Axel 2015, als er behauptete, Mr. America gewesen zu sein.
Außerhalb des Wrestlings wurde der Song unter anderem von verschiedenen Politikern verwendet. So benutzte ihn Hillary Clinton bei ihrer Präsidentschaftskampagne während der Vorwahlen 2008 gegen Barack Obama. Als Obama seine Geburtsurkunde vorlegte, trat er ebenfalls zu dem Song auf. Auch Donald Trump und Newt Gingrich sollen das Lied mehrfach verwendet haben.
2015 verwendete es ein Kandidat bei America’s Got Talent, während er 42 Wassermelonen mit seinem Kopf zertrümmerte.